# Châu Chấn Nam
Châu Chấn Nam (sinh ngày 21 tháng 6 năm 2000) là một ca sĩ và rapper người Trung Quốc. Năm 2019, sau khi đạt hạng 1 tại Sáng tạo doanh 2019, Châu Chấn Nam đã ra mắt với tư cách thành viên nhóm nhạc R1SE, đồng thời đảm nhận vị trí center và vai trò trưởng nhóm.

## Tiểu sử
Châu Chấn Nam là con thứ trong nhà, có một chị gái và một em trai. Từ nhỏ đã sống ở thành phố, học cao trung tại trường Quốc tế Thành Đô Mĩ Thị. Năm 2012, Châu Chấn Nam quyết tâm học âm nhạc và đã mất hai năm để thuyết phục bố mẹ. Năm 2014, trở thành thực tập sinh của một công ty giải trí Hàn Quốc.

## Sự nghiệp

### Trước khi ra mắt
Châu Chấn Nam được đào tạo ở học viện JYP Entertainment, Hàn Quốc từ tháng 8 năm 2015 đến 2016, trước khi trở về Trung Quốc để ra mắt.

### 2017 – 2018
Năm 2017, Châu Chấn Nam tham gia chương trình Minh Nhật Chi Tử, đạt vị trí thứ 4 chung cuộc và chính thức ra mắt giới giải trí. Anh đã cho ra mắt EP đầu tay mang tên "V" vào ngày 14 tháng 12. Năm 2018, anh tham gia làm khách mời cố định cho chương trình Baby Let me go mùa 3. Đây là show giải trí đầu tiên Châu Chấn Nam tham gia. Anh đã trải qua lễ trưởng thành 18 tuổi của mình trong lúc ghi hình chương trình tại Hà Lan. Cùng năm, anh tiếp tục tham gia chương trình Triều Âm Chiến Kỷ cùng với Samuel, trở thành quán quân, giành được danh hiệu Cặp đôi triều âm mạnh nhất. Tháng 11, Châu Chấn Nam tham gia chương trình Thế vận hội siêu tân tinh, góp mặt trong chiến đội đại diện cho quê hương của mình tham gia phần thi bắn tên.

### 2019:V's PreludevàProduce Camp 2019
- Ngày 26 tháng 2: Chính thức phát hành mini album "Little Star- V's Overture", phiên bản remastered.
- Trở thành thực tập sinh tham dự cuộc thi Sáng tạo doanh 2019. Màn trình diễn của anh ấy đã được đón nhận từ người hâm mộ và liên tục đạt được thứ hạng đầu tiên trong chương trình. Anh đã ra mắt với R1SE ở vị trí trung tâm trong tập cuối cùng.[3]
- Là một trong những MC của Offer Tâm động cùng các nghệ sĩ Hà Cảnh (người dẫn chương trình), Quách Kính Phi, Papi, Lâm Doanh Oánh.

### 2020 – nay
- Ngày 7 tháng 4: Ra mắt MV <爱> mở đầu cho EP solo <<LOVE&DESIRE>>. EP được chính anh sáng tác từ năm 2018 và phát hành miễn phí trên các nền tảng nhạc số như một món quà cho người hâm mộ.
- Tham gia với vai trò khách mời cố định của chương trình mới Xảo Thủ Thần Thám do Hồ Nam Vệ Thị sản xuất. Các khách mời cố định khác gồm có Đỗ Hải Đào, Angelababy, Tiêu Ương, Đàm Trác.
- Xuất hiện nhiều hơn trong các show tống nghệ, làm khách mời cho chương trình Bạn Ơi Hãy Lắng Nghe, Sáng Tạo Doanh 2020, Happy Camp,..
- Khẳng định tài năng và sức ảnh hưởng của mình khi tham gia show tuyển chọn Sáng Tạo Doanh 2021 với vai trò là Người khởi xướng, Mentor mảng Rap, Dance và là một trong các thành viên đoàn Boss, chuyên viên kế hoạch của chương trình The Rap Of China 2021.
- Xếp hạng 46 trong Danh sách 100 ngôi sao nổi tiếng Trung Quốc theo Forbes.[4]

## Danh sách đĩa hát

### EPs
| Thông tin | Track listing                                      |
| --- | -------------------------------------------------- |
| V - Phát hành: 14 tháng 12 năm 2017 - Nhãn: Giải trí Wajijiwa | 1. Hate Me 2. Do What I Want 3. Jail 4. On The Top |
| Mở đầu của V - Phát hành: 26 tháng 2 năm 2019 - Nhãn: Giải trí Wajijiwa | 1. Little Star 2. Forest 3. I Will Show You        |
| <<爱 & Desire>> - Hợp tác với Yves Saint Laurent - Phát hành: - MV <爱>: ngày 7 tháng 4 năm 2020 - Nhạc số <DESIRE>: ngày 23 tháng 4 năm 2020 - MV <DESIRE>: ngày 20 tháng 5 năm 2020 |                                                    |

### Đĩa đơn
| Năm                                                                                      | Tên      | Vị trí trên BXH | Album       |
| Năm                                                                                      | Tên      | CHN             | Album       |
| ---------------------------------------------------------------------------------------- | -------- | --------------- | ----------- |
| 2019                                                                                     | "Forest" | 76              | V's Prelude |
| "—" biểu thị bản thu âm không được xếp hạng hoặc không được phát hành trong lãnh thổ đó. |          |                 |             |

## Vai trò trong các bài hát
| Năm  | Nghệ sĩ                                                   | Bài hát                     | Vai trò                  | Album/Show                               |
| 2019 | Team sáng tác "Fireman"                                   | Fireman                     | Viết lời & Soạn nhạc     | Sáng tạo doanh 2019                      |
| 2019 | Veegee ft R1SE Châu Chấn Nam                              | Chú Kiến Khổng Lồ           | Viết lời & Soạn nhạc     | Minh Nhật Chi Tử 3                       |
| 2019 | R1SE                                                      | Thập Nhị                    | Viết lời rap             | EP《Muốn Bùng Nổ Thật Vang Dội》         |
| 2019 | R1SE                                                      | Phải Bùng Nổ Thật Khí Phách | Viết lời rap             | EP《Muốn Bùng Nổ Thật Vang Dội》         |
| 2019 | R1SE                                                      | Kẻ Điên                     | Viết lời rap & Soạn nhạc | EP《BOOM! RHAPSOPY!》                    |
| 2020 | R1SE Châu Chấn Nam & R1SE Triệu Lỗi & R1SE Trương Nhan Tề | Mẹ Bảo Bạn Đừng Khóc Nữa    | Viết lời & Soạn nhạc     | EP《Diệu Vi Danh》                       |
| 2021 | R1SE                                                      | Gonna Create A World Of You | Viết lời & Soạn nhạc     | EP《Chúng Ta, Những Ngôi Sao Bình Minh》 |
| 2021 | Châu Chấn Nam                                             | Killmonger                  | Viết lời & Soạn nhạc     | The Rap Of China                         |
| 2021 | Châu Chấn Nam                                             | Neold School                | Viết lời & Soạn nhạc     | The Rap Of China                         |

## Show truyền hình
| Năm  | Vai trò                       | Ghi chú                                     |
| ---- | ----------------------------- | ------------------------------------------- |
| 2017 | Minh Nhật Chi Tử              | Thí sinh                                    |
| 2018 | Baby Let Me Go mùa 3          | Ca Ca chính thức                            |
| 2018 | Triều Âm Chiến Kỷ             | Thí sinh                                    |
| 2019 | Offer Tâm Động                | MC cố định                                  |
| 2019 | Thiên Thiên Hướng Thượng      | Khách mời theo tập                          |
| 2019 | Sáng tạo doanh 2019           | Thí sinh, debut No.1                        |
| 2019 | Hợp Xướng 300                 | Tham gia cùng R1SE                          |
| 2019 | Happy Camp                    | Khách mời theo tập                          |
| 2019 | Super R1SE                    | Show thực tế cùng R1SE                      |
| 2019 | Mùa Thu Của 11 Thiếu Niên     | Show thực tế cùng R1SE                      |
| 2020 | Happy Camp                    | Khách mời theo tập                          |
| 2020 | Xảo Thủ Thần Thám             | Khách mời cố định                           |
| 2020 | Bạn Ơi Hãy Lắng Nghe          | Khách mời theo tập                          |
| 2020 | Đại Hội Bóc Phốt              | Khách mời theo tập                          |
| 2020 | Keep Running                  | Khách mời theo tập                          |
| 2020 | GAGMAN Nghiêm Túc             | Khách mời theo tập                          |
| 2020 | Hahahahaha                    | Khách mời theo tập                          |
| 2020 | Minh Nhật Chi Tử 4            | Giáo viên thực tập                          |
| 2020 | Chúng Ta Nhiệt Huyết          | Show truyền hình thi đấu cùng R1SE          |
| 2020 | Super R1SE                    | Show thực tế cùng R1SE                      |
| 2020 | Before Sunrise                | Show thực tế cùng R1SE                      |
| 2021 | Sáng Tạo Doanh 2021           | HLV về mảng rap, đàn anh                    |
| 2021 | Kim Khúc Thanh Xuân           | Người trợ giúp, thí sinh                    |
| 2021 | The Rap Of China              | Thành viên đoàn Boss (Chuyên viên kế hoạch) |
| 2021 | Nhà Của Chúng Ta (mùa 1)      | Khách mời cố định                           |
| 2022 | Đến xem concert của chúng tôi | Khách mời cố định                           |

## Giải thưởng âm nhạc
| Năm  | Giải thưởng                           | Hạng mục                  | Kết quả   | Tham khảo |
| ---- | ------------------------------------- | ------------------------- | --------- | --------- |
| 2018 | Đêm siêu tân tinh Tencent             | Nghệ sĩ mới xuất sắc nhất | Đoạt giải | [ 6 ]     |
| 2019 | Tencent Video - Tinh Quang Đại Thưởng | Ngôi sao mới xuất sắc     | Đoạt giải |           |